# Symplectoscyphus sofiae
Symplectoscyphus sofiae is een hydroïdpoliep uit de familie Sertulariidae. De poliep komt uit het geslacht Symplectoscyphus. Symplectoscyphus sofiae werd in 2002 voor het eerst wetenschappelijk beschreven door Peña Cantero, Svoboda & Vervoort. 